# Carlton Cole
Pour les articles homonymes, voir Cole.
Carlton Cole, né le 12 octobre 1983 à Croydon, est un footballeur anglais qui évolue au poste d'attaquant.
Carlton Cole compte 7 sélections avec l'équipe d'Angleterre.

## Carrière
Carlton Cole naît à Croydon (dans la banlieue sud de Londres), il rejoint en 2001 le Chelsea FC et fait ses débuts en avril 2002 lors d'une victoire contre Everton (3-0), où il remplace Jimmy Floyd Hasselbaink et il marque son 1er but en Premier League contre Middlesbrough. Il commence à figurer régulièrement dans l'équipe première en 2002-2003, Carlton Cole bénéficie du soutien de son entraineur Claudio Ranieri qui le juge comme la future star de Chelsea, mais face à la rude concurrence d'Eidur Gudjohnsen, Jimmy Floyd Hasselbaink et de Gianfranco Zola, Chelsea le prête au Wolverhampton en novembre 2002. Après 7 matchs et un but pour les loups de Wolverhampton, Cole revient à Chelsea en janvier 2003, où il marque 7 buts durant cette saison. Carlton Cole signe une prolongation au Chelsea FC durant l'été 2003, mais ayant toujours une rude concurrence, il est à nouveau prêté cette fois au Charlton Athletic, où en 22 matchs il marque 5 buts et Charlton termine à la 7e place de la Premier League durant la saison 2003-2004. Charlton voulait le conserver, mais Cole est prêté cette fois-ci à Aston Villa, où il marque 3 buts en 30 matchs. Il revient à Chelsea durant l'été 2005, mais ayant joué que 12 matchs pendant la saison 2005-2006, Carlton Cole quitte Chelsea pour West Ham United en juillet 2006, où il s'impose rapidement comme un titulaire indiscutable à la pointe de l'attaque des Hammers et il réalise sa meilleure saison en 2008-2009 où il marque 12 buts (dont 10 en Premier League) en 32 matchs, grâce à son ancien coéquipier Gianfranco Zola devenu son entraineur. Il réalise une bonne saison 2009-2010 avec 9 buts en 20 matchs, il est convoité par des clubs comme Liverpool ou Arsenal. À la suite d'une saison 2012-2013 très moyenne (2 buts en 25 matchs) son contrat avec West Ham n'est pas prolongé.
Le 14 octobre 2013, il se réengage avec le club de l'est londonien jusqu'en janvier 2014. Prolongé jusqu'à la fin de la saison 2014-2015, il est libéré par West Ham le 28 mai 2015.
Le 23 octobre 2015, Libre depuis son départ du club londonien de West Ham United, il s'engage avec le club écossais du Celtic Glasgow FC pour une durée de 2 ans soit jusqu'en juin 2017.
Après une saison passée en tant que remplaçant et seulement 5 matchs joués et un but marqué, il quitte l'Écosse et signe au Sacramento Republic FC en United Soccer League.

### En sélection nationale
Ayant des origines nigériane et sierra-léonaise, Carlton Cole décide de jouer pour l'Angleterre. À la suite de sa bonne saison 2008-2009, Fabio Capello, le convoque pour un match amical contre l'Espagne (défaite de l'Angleterre 2-0), mais Capello lui préfère Peter Crouch pour la Coupe du monde 2010.

## Palmarès
- Chelsea FC
  - Premier League
    - Champion : 2006

  - Community Shield
    - Vainqueur : 2005
- Celtic FC
  - Championnat d'Écosse
    - Champion : 2016